# 말리아노로마노
말리아노로마노(이탈리아어: Magliano Romano)는 이탈리아 라치오주 로마현에 위치한 코무네다. 로마로부터 북쪽 30km 거리에 있다.